# Plateau de Beille
Plateau de Beille è una località sciistica dei Pirenei, nel dipartimento dell'Ariège nei Midi-Pirenei.
La stazione sciistica è ubicata a quota 1790 metri sul livello del mare, tra Tarascon-sur-Ariège e Ax-les-Thermes, vicino al confine spagnolo. Le piste da sci si trovano ad altitudini comprese tra 1650 e 2000 metri.

## Ciclismo
Plateau de Beille è una celebre salita del Tour de France; l'ascesa parte da Les Cabannes (535 m) ed è lunga 15,8 km. La pendenza media è 7,9% mentre la massima raggiunge il 10,8%. L'arrivo è solitamente situato a quota 1780 metri, tuttavia nel 1998 la corsa terminò a quota 1747 m.
Nei Tour del 1998, 2002, 2004, 2007 e 2024 il vincitore della tappa con arrivo a Plateau de Beille si è poi aggiudicato anche la classifica finale del Tour.
| Anno | Tappa | Partenza della tappa | Lunghezza tappa (km) | Categoria salita | Vincitore tappa   | Maglia gialla     |
| ---- | ----- | -------------------- | -------------------- | ---------------- | ----------------- | ----------------- |
| 1998 | 11    | Bagnères-de-Luchon   | 170                  | HC               | Marco Pantani     | Jan Ullrich       |
| 2002 | 12    | Lannemezan           | 198                  | HC               | Lance Armstrong   | Lance Armstrong   |
| 2004 | 13    | Lannemezan           | 205,5                | HC               | Lance Armstrong   | Thomas Voeckler   |
| 2007 | 14    | Mazamet              | 170                  | HC               | Alberto Contador  | Michael Rasmussen |
| 2011 | 14    | Saint-Gaudens        | 168,5                | HC               | Jelle Vanendert   | Thomas Voeckler   |
| 2015 | 12    | Lannemezan           | 195                  | HC               | Joaquim Rodríguez | Chris Froome      |
| 2024 | 15    | Loudenvielle         | 197                  | HC               | Tadej Pogačar     | Tadej Pogačar     |